# Videomatch
Videomatch (llamado posteriormente como El show de Videomatch) fue un programa de humor argentino, transmitido por el canal de televisión argentino Telefe, producido y conducido por Marcelo Tinelli. 
Fue emitido desde el 1 de marzo de 1990 en el horario de la medianoche como un programa de deporte. A partir de 1991 hasta el 27 de diciembre de 2004 viró al humor, al principio con videos de accidentes deportivos y bloopers, y luego con sketches, parodias, cámaras ocultas, musicales humorísticos, concursos de humor, y variados personajes.

## Historia
Este programa comenzó a inicios del año 1990, con la iniciativa del integrante de Telesport, José Arturo Irusta Cornet y del productor de televisión Gustavo Yankelevich, quien era el primer gerente de programación del entonces nuevo canal de televisión Telefe, denominado en ese momento Canal 11.
Este programa deportivo consistía en analizar informes de diferentes disciplinas deportivas al más puro estilo de los noticieros deportivos del canal de deportes estadounidense ESPN. En primera instancia, llamaron al periodista y locutor de radio Gustavo Lutteral para ser su conductor, pero él rechazó la oferta puesto que hubiese significado competir en el mismo horario con su mentor Juan Alberto Badía, quién conducía Imagen de Radio en la señal competidora, El Trece. Por lo tanto, tuvieron que llamar a otra persona para animar el programa. El elegido por Gustavo para conducirlo era paradójicamente alguien que había trabajado por años en los programas de Badía; el entonces relator de fútbol y locutor de radio Marcelo Tinelli, quien un día antes de su estreno y luego de conversar con Gustavo y los ejecutivos del canal, finalmente acepta esta propuesta.
Videomatch se estrenó el día 1 de marzo de 1990, y debido al poco éxito de los informes deportivos, Gustavo designa a Marcelo como su nuevo productor general. A partir de entonces, el programa empieza a cambiar de estilo, incorporando un humor simple y grosero con videos de "bloopers" deportivos. A partir de su segundo año comenzó a reemplazar el deporte con notas de toque humorístico, sketches y cámaras ocultas, que llevaron al programa a aumentar en gran medida su éxito. Según las declaraciones de Marcelo:

El toque humorístico comenzó cuando el programa llegó a medir 0 puntos de rating y por falta de presupuesto decidimos traer junto con el equipo los videos deportivos que tuviéramos para presentarlos, aunque fueran de muy mala calidad o patéticos. Entonces, al presentarlos, nos reíamos de las imágenes o la calidad de los mismos, diciéndonos «¿qué es esto?». Es allí que el programa levantó vuelo.
Marcelo Tinelli

Por ese entonces, se creó su primer personaje humorístico exclusivamente para Videomatch, "El Enano Gula-Gula", interpretado por los primeros actores del primer elenco del programa, Ricardo Cavanna y José Kravetz. Además, también participó allí el recordado comediante rumano Aleksandr "Tandarica" Veterany, siendo el primer humorista extranjero en actuar allí.

### Ritmo de la noche (1991-1994)
Este entonces programa deportivo, Videomatch, pensado inicialmente para cerrar la programación del canal de lunes a domingos, había alcanzado cifras de audiencia no habituales para ese horario. Por eso, hacia fines de 1990, se fue gestando un programa que potenciara el show y llevaría por nombre Ritmo de la Noche. Compuesto por los mismos integrantes de este programa, el show que se transmitía los domingos en horario estelar, debutó por Telefe el 6 de enero de 1991.
Este programa contaba con juegos, chascarros, cámaras ocultas, musicales con el grupo de baile "Las T-Nellys" y las presentaciones en vivo de destacados artistas del momento como Kiss, Erasure, Poison, Luis Miguel, Gloria Trevi, Cristian Castro, Xuxa, Rata Blanca, Los Auténticos Decadentes, Vilma Palma e Vampiros, Manuel Wirtz, Los Twist, Patricia Sosa, Sandro, Machito Ponce y Fabiana Cantilo, que junto a la tribuna del programa se convirtieron en marca registrada del canal en esa época, el mismo terminó de consolidar a Marcelo como la nueva estrella de la pantalla argentina llevándolo a la popularidad.
Este programa se mantuvo al aire durante cuatro exitosas temporadas finalizando el 25 de diciembre de 1994, convirtiéndose en otro de los programas de televisión más vistos en la historia de Argentina y obteniendo dos premios Martín Fierro en dos categorías. Años después, en 2000, regresó como segmento de Videomatch para recordar su décimo aniversario.

### El Show de Videomatch (1995-2004)
En 1995, este programa decide reinventarse; es por ello que para hacerlo, se añadió la modalidad de espectadores en una tribuna, tal como sucedía en Ritmo de la Noche. Además tuvo que cambiar de nombre a El Show de Videomatch por un conflicto de nombres con otro programa extranjero. Se empezó a transmitir a partir de las 22:00 y los días jueves (en 1995) cuando Videomatch iba a las 0:00 (UTC-3). 
Con el paso de los años, se mantiene el estilo humorístico, y se añaden diversos aditivos en pos de mantener una imagen de frescura y novedad. Entre estos nuevos espectáculos hubo conciertos en vivo de reconocidos artistas y bandas musicales, peleas de boxeo, visitas de reconocidos cantantes y políticos; y viajes a países como Francia, Estados Unidos y España. También realizaron un sinfín de parodias a series y telenovelas del canal y a otros programas de televisión como Susana Giménez, y Gran Hermano, este último con imitaciones a varios personajes de la política y del entretenimiento, bajo el nombre de Gran Cuñado.
A estas secciones se les añaden el segmento infantil "El Show de los Niños" y los concursos de humor, imitación, fisicoculturismo, talentos ocultos y destreza animal como "Campeonato Nacional del Chiste", "Miss Match", "Míster Match", "Cómic", "Mimic", "30 Segundos de Fama" y "Animalmatch", entre muchos otros.
Al finalizar el año 2002, los comediantes y actores Pablo Granados, Pachu Peña y Freddy Villarreal abandonan el programa y el canal, para encabezar su propio programa de humor No hay 2 sin 3, para el canal El Nueve. Pero tanto Pablo como Pachu regresaron luego a este programa con sus emblemáticos personajes de "Grandes Poemas" en el primer capítulo de la última temporada.
Por otra parte, el programa continuó hasta el año 2004 con altos niveles de audiencia, encontrándose dentro de los programas más vistos en cada año de los 15 en los que se transmitió. Además, se exportó a 13 países, lo que lo llevó a convertirse en un "clásico" de la televisión latinoamericana. Ha ganado más de 20 premios Martín Fierro en categorías tales como "Mejor programa humorístico", "Mejor humorista" y "Mejor producción"; y ha recibido una nominación a los Premios Emmy Internacionales.
Marcelo Tinelli, por su rol como productor y presentador, recibió varios premios Martin Fierro, entre ellos, dos premios especiales que son el premio Martín Fierro de Oro en 1997 y el de Platino en 2011; aparte de otros premios por su carrera comunicacional en los medios durante, hoy, más de 45 años. 
El 27 de diciembre de 2004, se emitió su último capítulo en su historia, luego de 15 temporadas y de 14 años de transmisión tanto en el canal como en televisión.

### Showmatch (2005-2021, 2023-presente)
Un año después del fin de este programa, en 2005, se estrenó su continuación, o spin-off, bajo el nombre de Showmatch. Tuvo una primera y única temporada emitida por El Nueve. El entonces nuevo programa siguió la línea de Videomatch, pero con unas ciertas diferencias. Sus sketches y secciones como 30 segundos de fama y la cuarta temporada de Gran Cuñado, fueron trasladados a ese programa. Con el paso de los años, Showmatch fue diferenciándose cada vez más del formato original. 
Fue así como a fines del 2005, Marcelo, bajo su productora Ideas del Sur, firmó contrato con el canal El Trece, empresa del actor y productor Adrián Suar. De esta manera, él volvió a El Trece, luego de 15 años de ausencia. Allí se emitieron desde 2006 hasta 2021, (con excepción del 2013 y el 2020), 14 temporadas, dos temporadas aniversario y una última temporada regular en 2021. 
Así, desde la segunda hasta la decimocuarta temporada, se produjo un cambio radical en el formato y nuevas modificaciones convirtieron al programa en una especie de "big show estelar". Dichas modificaciones estuvieron reflejadas con la compra de los formatos de los realities show de la reconocida cadena televisiva mexicana Televisa, Bailando por un sueño, Cantando por un sueño y Patinando por un sueño. Otras secciones artísticas fueron Bailando por un sueño Kids y El musical de tus sueños (versión argentina de El show de los sueños). Ese programa no estuvo exento de polémicas; a través de los años, ha sido acusado de promover el machismo y la discriminación, llegando incluso a pagar grandes cantidades de dinero por multas por exhibiciones obscenas en el ritmo de Stripdance.
Además, ese programa tuvo sus propias secciones artísticas y de talentos, como el segmento de baile Baila Argentina en 2010; el de canto Genios de la Argentina en 2019; y el controvertido segmento de talentos mixtos con celebridades, Showmatch: La Academia en 2021. Este último, no obtuvo los resultados esperados en los niveles de audiencia y llevó al programa a un receso que culminó definitivamente con el fin del contrato de Marcelo con El Trece, luego de 15 años de transmisión allí.
En 2023, Showmatch regresaría a la televisión después de casi dos años y se trasladaría a América TV con su único segmento hasta el momento, el controvertido reality de baile Bailando, además del regreso oficial a la televisión de Marcelo Tinelli y su debut allí.

## Temporadas

### 1990
Durante sus tres primeros meses, se emitió de lunes a domingos en la medianoche, rompiendo un récord en la industria de la televisión argentina (nunca antes un programa se había emitido en vivo todos los días durante 90 días seguidos). Más tarde se redujo a la tira de lunes a viernes. Entre sus primeros integrantes se encuentran Marcelo "Teto" Medina, Ricardo Cavanna, "Cocho" López, Osvaldo Príncipi, José Kravetz y Rubén Daray, uniéndose tiempo después Gonzalo Bonadeo, Henry de Ridder, Eduardo Husni, Felipe McGough y Daniel Jacubovich (este último productor ejecutivo del programa). Acompañando a Tinelli como voz en off estaba Marisa Caccia, veterana locutora del canal 11. A partir de junio, la temática principal pasó a ser humor mezclado con deportes y concursos como el "Miss Match", el cual engendró una parodia en forma del "Míster Match" siendo uno de los "participantes" el "Enano Gula-Gula". La canción de apertura era «Twist and shout» de The Beatles, aunque no sería la versión original en un principio sino un cóver de una banda que aún se desconoce, aunque posiblemente sea The Who en Vivo, siendo la canción de cortina del programa hasta la actualidad; el video de presentación de ésta primera edición mostraba diversas imágenes del deporte.

### 1991
Se emitió también de lunes a viernes a la medianoche. Este año se integran Hugo Varela, Alejandro Coccia y Lionel Campoy (este último como Boby Goma, personaje que debutó en Ritmo de la Noche). En el penúltimo programa, se cumplen 500 emisiones. Tuvieron apariciones especiales varios músicos de la "movida tropical", entonces en auge, tales como: Malagata, Ricky Maravilla, Alcides, Gladys "La Bomba Tucumana", etc.

### 1992
Comenzó el lunes 4 de mayo para emitirse de lunes a viernes a la medianoche, ahora con Claudio Villarruel como productor ejecutivo y Alejandro Stoessel como director, trayendo consigo un creciente protagonismo del contenido humorístico con la llegada de Leo Rosenwasser y Miguel Ángel Rodríguez al personal artístico, incorporándose también Diego Gustavo Díaz, Toti Ciliberto, Marcela "Enana" Feudale como locutora, Paul García Navarro como comentarista, y Marina Vollman con apariciones especiales en las primeras "novelas" del programa. Se renovaría la escenografía con un tono anaranjado en aerógrafo, aunque conservando la tipografía de VideoMatch. A fines de año dejan el programa el "Teto" Medina y Lionel Campoy.

### 1993
Comenzó el 19 de abril. Se integran a la plantilla artística Pablo Granados, Pachu Peña y Vanessa Miller, mientras que Ángeles "Angie" Arbisu, Diego Korol, Carlos "Bubu" Tannus, Osvaldo "El Corto" Otoño y José Carlos "Yayo" Guridi se suman al equipo de producción. Uno de los segmentos a destacarse fue Ritmo del control, parodia del otro programa que conduce Marcelo, Ritmo de la noche. También aparecerían personajes como "El Candidato" Gargarini, el gallego Sabarrese, Pesutti y Pipo Carletti. La canción oficial era el mismo cover de «Twist and shout», en la cual, en su video de apertura se muestra a Marcelo Tinelli jugando diferentes deportes, entre ellos, el fútbol, mientras que las distintas pelotas de estos deportes contienen las cabezas de los integrantes, siendo este el último año donde figura la temática deportiva, por lo que la mayor parte del plantel original abandona el programa, salvo por Eduardo Husni, quien era jefe de guionistas (Osvaldo Príncipi se mantendría durante el año siguiente en Ritmo de la Noche). La escenografía cambiaría, reemplazando la tipografia de la palabra VideoMatch en el fondo de la misma por otra más amistosa, más a tono con los colores.

### 1994
Se emite en la medianoche a partir del segundo trimestre del año, terminando el 23 de diciembre. La canción oficial fue nuevamente «Twist and shout» y la canción de cierre es «A Rodar Mi Vida» interpretada por Fito Páez. La apertura de este año tenía a Marcelo y su equipo interactuando con The Beatles en la película A Hard Day's Night, primero con Tinelli acompañando al cuarteto de Liverpool en un tren, y luego el elenco siendo inserto en un recital del grupo. Este año sería el primero en el cual se usaría la versión original de Twist And Shout de The Beatles y ya no el cover de desconocida procedencia utilizado anteriormente. 
Ingresan al elenco artístico los actores y cómicos José María Listorti, Freddy Villarreal (ambos del programa radial Cuál es?), Mariana Briski, Sandra Monteagudo (ambas del elenco de Cha Cha Cha el año anterior), Diego Pérez y Flavio "Hijitus" Gastaldi. Aparece el Dinosaurio Bernardo (personaje creado por Pablo Granados para una canción de Macaferri y Asociados) como la primera mascota del programa. Comienzan a verse las primeras cámaras sorpresas a famosos. Durante la Copa Mundial de Fútbol de 1994, gran parte del equipo realizó el programa desde numerosas ciudades de Estados Unidos, contando con la participación especial del trío humorístico Midachi. 
Es en esta temporada se festejan los 1000 programas incluyendo a importantes personalidades en los diferentes sketches y un video sobre la historia de este programa en su estilo y con Freddy Villarreal como voz en off. Además, en este mismo programa aniversario, Marcelo Tinelli llora de emoción al ser sorprendido por el video de saludo de sus dos hijas. 
La emisión del 18 de julio tuvo que ser suspendida por el Atentado a la AMIA, siendo la primera vez en que el programa no se emite, aunque Tinelli realiza una breve alocución esa noche.
Al terminar el año se van del personal Leo Rosenwasser, Néstor Kot y Eduardo Husni, quienes se trasladaron a América TV donde realizan un programa propio llamado Pinball.

### 1995
El programa como VideoMatch se transmite de lunes a viernes a las 00.00, mientras que aparece un nuevo programa denominado como El Show de Videomatch los lunes y jueves de 22.00 a 24.00, completando así nueve horas semanales. El programa finalizará sus emisiones el jueves 28 de diciembre de ese año. Se incorporan imponentes presentaciones musicales y un mayor nivel de producción, heredados de Ritmo de la Noche. La presentación de VideoMatch es un montaje del elenco inserto en la película Help! con «Twist and shout» de fondo, mientras que en El Show de Videomatch se usa una apertura en blanco y negro donde aparecen Marcelo y sus principales humoristas caminando como gigantes por las calles de Buenos Aires parodiando el video de la canción Love Is Strong de The Rolling Stones, utilizándose como característica «Vicio» de Los Ratones Paranoicos,que se mantendría hasta 1998.  
El tema musical de la presentación fue «Rescata mi corazón» interpretado por Manuel Wirzt y la canción de cierre es «Mariposa tecknicolor» interpretada por Fito Páez, manteniéndose ambos en el año siguiente. Este año se incorporaron Miguel del Sel tras la primera disolución del trío Midachi, Sergio Gonal, Carlos Sturze, Fena della Maggiora y Jorge "Carna" Crivelli.

### 1996
La edición 1996 de Videomatch (a partir de este año se ocupa el título como una sola palabra) comenzó el 1 de abril, coincidiendo con el cumpleaños de Marcelo. La apertura se realizó en la terraza del edificio Torre Catalinas Plaza, ubicado en el barrio de Retiro, Buenos Aires. Se emite los lunes a las 21 y los jueves a las 22 con 5 horas semanales. 
Se integran al elenco humorístico Jorge Corona, Naím "El Turco" Sibara, Raúl "Larry De Clay" Biaggioni y Diego Korol (quien protagonizaría una curiosa saga con el futbolista Ramón Díaz), mientras que tienen apariciones como invitados los actores Andrea Frigerio y Marcelo De Bellis, junto con Leonardo Grecco para realizar las "cámaras indiscretas" a las celebridades. Entre los sketches destacados estuvieron "Machisimo", "La Tota", "Sergio, el Lobizón del Oeste" (Sketch musical), "La Ventana de América", "Aquí Córdoba", "La mesa de Andrea", "30-60-90, modelos sin intereses" (parodia de 90 60 90 Modelos, primera de las sátiras a novelas de Telefé), "Grandes Poemas de Pequeños Autores" y "Repor Tereso" (parodia del noticiero El repórter Esso). 
En los Premios Martín Fierro ganó en la categoría Mejor programa humorístico, mientras que Toti Ciliberto ganó en la categoría de Revelación del Año por su personaje "Riquelme", un albañil paraguayo que bromeaba con Marcelo desde la sala de control.

### 1997
El programa arrancó en abril. Aparece el Oso Arturo como nueva mascota del programa, reemplazando al Dinosaurio Bernardo. Se integran como invitados el diputado Eduardo Borocotó y la cantante Valeria Lynch para realizar nuevas cámaras indiscretas. El 10 de julio se cumplen 1500 emisiones invitando a varias celebridades a actuar en sketches. La canción de apertura y cierre fue «La Flor Mas Bella» interpretada por Memphis la Blusera
Se incorpora Rodolfo Samsó (del elenco de Cha Cha Cha el año anterior), y los uruguayos Félix Castro, Sebastián Almada y Álvaro Navia al programa. Asimismo, Yayo Guridi empieza a aparecer regularmente como humorista a través de sketches como Yosapas en el Ring y Desastre TV. Otros sketches destacados fueron "Forumculo", "El Payaso Muralito", "Fernandito" (reversión de los sketches de Garombol que Samsó realizaba en Cha Cha Cha), y "Zapping TV". También se hacen más frecuentes las cámaras abiertas en el exterior, tanto en el caso de "El Insoportable" como de "Figuretti", en este último caso incluso llevando a Freddy Villarreal a ser detenido en Venezuela luego de que agentes del gobierno cubano le quitaran sus documentos, frente a lo cual intervino el propio Carlos Menem.
En los Premios Martín Fierro ganó en la categoría de Mejor programa humorístico.

### 1998
Arrancó el lunes 13 de abril a las 21. Inicialmente se presentó un doblaje humorístico de los Oscar 1998. La presentación de este año consistía en el elenco realizando una coreografía al estilo de Hombres de Negro.
Del personal de humoristas se fue Miguel del Sel, quién se trasladó a Canal 13 para hacer el programa de humor Rompeportones y se sumaron Martín Campilongo y Pichu Straneo. El índice de audiencia del programa inicial fue de 36 puntos. La canción de apertura y cierre fue «Moscato, Pizza y Fainá» interpretada por Memphis la Blusera. Entre los sketchs se destaca Anti tetanic, una parodia de la película Titanic. Cinco programas se transmiten desde París, Francia, durante la Copa Mundial de Fútbol de 1998, también realizándose emisiones desde Nueva York.
También fueron integrantes invitados a esta temporada los actores Antonio Carrizo y Jorge Martínez, para realizar varias cámaras indiscretas. Además, el propio Marcelo también realizó cámaras indiscretas a niños.

### 1999
La presentación del primer programa fue un doblaje de los Oscar 1999, el lunes 5 de abril. El índice de audiencia fue de 35,6 puntos. Con una duración de 60 minutos, se emitió de lunes a viernes, inicialmente a las 20.00, luego a partir del 31 de mayo, a las 21.00, aunque hubo días en que únicamente duró media hora. Debido a la crisis económica, se abandona el concepto de "show", se reducen las cámaras ocultas, y toman mayor relevancia los sketches y otros segmentos cómicos como "El Show del Locutor" y "El Show de Waldo". Entre las parodias más populares destacaron la banda Tack See Boys —Taxi Boys— (Backstreet Boys) y la telenovela Muñeca rasca (Muñeca brava). La música de apertura y cierre fue «Como una mosca» interpretada por Memphis la Blusera. 
Una de las secciones más populares fue la "Guía Telefónica", la cual consistía en que el conductor llamaba al azar a la gente y el que decía «¡¡Videomatch, Videomatch!!» se ganaba 2000 pesos de la época. Este segmento dio origen al que quizás fuera el incidente más famoso del programa, en el cual una señora que fue llamada se equivocó al decir, en vez de esta frase, dijo "Hola, Susana" (frase del programa de la presentadora Susana Giménez) ante un Tinelli estupefacto, quien no aguantó las risas y se limitó a ir a un corte comercial. Al día siguiente, y como respuesta a este chascarro, el programa hizo un capítulo especial como modo homenaje-parodia a la denominada "Diva de América", en donde Marcelo aparece disfrazado como ella, rindiéndole un homenaje en vida. 
En esta temporada, Videomatch celebró 10 años de su estreno. Además, se integraron otras celebridades como invitadas, los presentadores de radio y televisión Silvio Soldán y Raúl Portal; y la reconocida presentadora de televisión brasileña Xuxa, para realizar nuevas cámaras indiscretas. Por otra parte, Álvaro Navia tendría su propio personaje para este programa, "Waldo". 
El 31 de agosto, en pleno programa, Marcelo dio la noticia del accidente aéreo del LAPA, y decide no transmitir la sección "El Show del Chiste", adelantando así la finalización de esta emisión.

### 2000
Comenzó el 3 de abril a las 21.00 alcanzando un índice de audiencia de 34,3 puntos, dos días después del cumpleaños de Marcelo. Se emite de lunes a viernes con una duración de 60 minutos. Se realiza el concurso de humor y chistes Campeonato nacional del chiste, donde se consagra el humorista mendocino Cacho Garay. Durante 2 semanas de septiembre el programa se transmitió desde Madrid, España.
Desde el 30 de octubre y el 10 de noviembre (10 programas), se festejaron los 2000 capítulos, concretados ese último día en el que la emisión duró 120 minutos. Debuta su nuevo logo ovalado con las siglas VM en forma de chapa, que se usaría hasta 2004. 
También hubo un homenaje al cantante Rodrigo Bueno, el "Potro"; dos meses después de su muerte. 
El tema musical de presentación fue «Adicción» interpretado por Memphis La Blusera y la canción de cierre es «Yo Te Quiero Dar» interpretada por La Mosca.

### 2001
Con un doblaje humorístico sobre los Oscar 2001, comenzó el 2 de abril emitiéndose los lunes y jueves a las 21.00, con una duración de 120 minutos, teniendo como invitado a Diego Armando Maradona. Aparece el reality humorístico Gran Cuñado, parodia de (Gran hermano) y se realizaron bromas en vivo a bandas musicales y cantantes.
El programa finalizó el 27 de diciembre. La música de presentación fue «La revolución», interpretada por Memphis la Blusera y el tema de cierre fue «Carnaval toda la vida» interpretada por Los Fabulosos Cadillacs. 
Por otra parte, se realizaron una de las secciones más populares del programa, las Cámaras Indiscretas que realizaron José Carlos "Yayo" Guridi, José María Listorti, Sebastián Almada y Raúl "Larry de Clay" Biaggioni. En estas, fingían ser invitados a un programa, en donde hacían chistes, cantaba el Cuarteto Obrero, José María recitaba poemas, o sorprendían desnudos a los engañados.

### 2002
Pese a que a inicios de año se rumoreó de que Tinelli no haría el programa debido a numerosos factores (entre ellos la crisis económica y crecientes conflictos con su equipo de producción), incluso llegando a decirse que el animador buscaba establecerse en España, Videomatch volvió para 2002, iniciando el jueves 9 de mayo. El primer programa midió 38,3 puntos de audiencia. Se emitió los lunes y jueves a las 21.00 con una duración de 120 minutos. La presentación de este año es una de las más célebres del programa en sus entonces 12 años, ya que contó con una secuencia de dibujos animados inspirada en el vídeo musical de la canción «19-2000», del grupo británico Gorillaz, en la cual Marcelo, acompañado por José María, Freddy, Pablo, Pachu, Marcela, Yayo y el "Oso Arturo", viajan en buggy por una autopista enfrentando numerosos obstáculos antes de llegar al set.
Se realizó la tercera edición de Gran cuñado y la primera edición de Gran cuñado VIP. El programa finalizó el jueves 28 de noviembre. Una de las parodias más populares fue Reviejos way (Rebelde way). 
Otro certamen muy popular fue Mister Match, en el que fisicoculturistas preseleccionados exhiben su musculatura, y luego hacen un estriptis.
También destacaron cámaras indiscretas como "Videomatch sin Marcelo", protagonizada por José María Listorti; o el sketch "Los Jaimitos". Se realizó el concurso de humor denominado "Comic 2002", donde participaron varios humoristas hasta ese momento desconocidos. El tema de presentación es «Es una cuestión de actitud», de Fito Páez y el tema de cierre es «Color Esperanza» interpretada por Diego Torres.
El jueves 21 de noviembre, en la conducción del penúltimo programa, estuvo Listorti debido a que Marcelo estuvo en el nacimiento de su hija Juana, siendo la primera vez que Tinelli se ausentó de la animación del programa.

### 2003
Comenzó el 4 de agosto, emitiéndose de lunes a viernes a las 23.00, con una duración de 60 minutos. El primer programa midió 34,3 puntos de audiencia. Esta fue la primera temporada sin los humoristas Pablo Granados, Pachu Peña y Freddy Villarreal, que abandonaron el programa luego de finalizar las emisiones del 2002. Se reincorporaron al personal Jorge "Carna" Crivelli y Ángeles "Angie" Arbisu.
Aparte de mantener su temática humorística con sketches como "Top Forry", "Noti Pip" y "Los Topus 4", se incorporaron las secciones de concursos "30 segundos de fama", "Mimic", "Comic 2003" y "Animalmatch". De los actores, se integran los exparticipantes de la temporada 2002 del concurso "Comic 2002". 
La música de presentación es «Salir Al Sol», interpretada por Fito Páez y el tema de cierre es «Vasos Vacíos» de la recordada cantante cubana Celia Cruz y el grupo argentino Los Fabulosos Cadillacs.

### 2004
La última temporada comenzó el 26 de julio. La canción de presentación era «Tengo» de Sandro, interpretada por la banda Divididos, y la canción de cierre fue «Dame el fuego de tu amor», (también de Sandro), interpretada por la banda Attaque 77. A diferencia de temporadas anteriores, esta edición de Videomatch no contó con una presentación, iniciándose cada emisión con el elenco ingresando al estudio.
Entre las parodias a novelas se destacaban "Los martillo Roldán" (Los Roldán), "Padre Carajo" (Padre Coraje) y "Florsesienta" (Floricienta).
Se integra como invitada la modelo y vedette Luciana Salazar para realizar las cámaras indiscretas, tras la salida de Granados, Peña y Villarreal, quienes volvieron como invitados al primer programa.  Regresaron al personal humoristas como Miguel del Sel, Diego Pérez, Sergio Gonal y Jorge Corona, invitado en emisiones del Show del chiste. Entre otras cámaras, sobresalió Sangría fría protagonizada por José María Listorti. 
Además, otro momento notable fue el Campeonato Panamericano del Humor, concurso de humor en donde participaron humoristas de distintos países, siendo la temporada final del "Comic".  
Después de 14 años de transmisión en Telefe y 15 temporadas al aire, Videomatch llegó a su fin, el 27 de diciembre.

## Audiencia
| 1.ª  | 1990 | 1 de marzo a 21 de diciembre  | Lunes a domingo 24.00 a 1.00 (hasta junio) Lunes a viernes 24.00 a 1.00                   | -  | -    | - |
| 2.ª  | 1991 | 8 de abril a 19 de diciembre  | Lunes a viernes 24.00 a 1.00                                                              | -  | -    | - |
| 3.ª  | 1992 | 20 de abril a 18 de diciembre | Lunes a viernes 24.00 a 1.00                                                              | -  | -    | - |
| 4.ª  | 1993 | 19 de abril a 23 de diciembre | Lunes a viernes 24.00 a 1.00                                                              | -  | -    | - |
| 5.ª  | 1994 | 4 de abril a 23 de diciembre  | Lunes a viernes 24.00 a 1.00                                                              | -  | -    | - |
| 6.ª  | 1995 | 6 de abril a 28 de diciembre  | Lunes y jueves 22.00 a 1.00 Martes, miércoles y viernes 24.00 a 1.00                      | -  | -    | - |
| 7.ª  | 1996 | 1 de abril a 19 de diciembre  | Lunes 21.00 a 24.00 Jueves 22.00 a 24.00                                                  | -  | -    | - |
| 8.ª  | 1997 | 7 de abril a 22 de diciembre  | Lunes 21.00 a 24.00 Jueves 22.00 a 24.00                                                  | -  | -    | - |
| 9.ª  | 1998 | 13 de abril a 21 de diciembre | Lunes 21.00 a 24.00 Jueves 22.00 a 24.00                                                  | -  | -    | - |
| 10.ª | 1999 | 5 de abril a 31 de diciembre  | Lunes a viernes 20.00 a 21.00 (hasta mayo) Lunes a viernes 21.00 a 21.30 o 22.00          | -  | -    | - |
| 11.ª | 2000 | 3 de abril a 22 de diciembre  | Lunes a viernes 21.00 a 22.00                                                             | -  | -    | - |
| 12.ª | 2001 | 2 de abril a 17 de diciembre  | Lunes y jueves 21.00 a 23.00                                                              | -  | 25.4 | - |
| 13.ª | 2002 | 9 de mayo a 12 de diciembre   | Lunes y jueves 21.00 a 23.00                                                              | 57 | 25.3 | - |
| 14.ª | 2003 | 4 de agosto a 22 de diciembre | Lunes a viernes 23.00 a 24.00 (hasta septiembre) Lunes a viernes 22.00 a 23.00 (variable) | -  | -    | - |
| 15.ª | 2004 | 26 de julio a 27 de diciembre | Lunes 21.30 a 0.30                                                                        | 23 | 27.7 |   |

## Elenco y sketches
| Temporada                 | Temporada | Temporada | Temporada | Temporada | Temporada | Temporada | Temporada | Temporada | Temporada | Temporada | Temporada | Temporada | Temporada | Temporada |
| 1990                      | 1991      | 1992      | 1993      | 1994      | 1995      | 1996      | 1997      | 1998      | 1999      | 2000      | 2001      | 2002      | 2003      | 2004      |
| ------------------------- | --------- | --------- | --------- | --------- | --------- | --------- | --------- | --------- | --------- | --------- | --------- | --------- | --------- | --------- |
| Marcelo Tinelli           |           |           |           |           |           |           |           |           |           |           |           |           |           |           |
| Cocho López               |           |           |           |           |           |           |           |           |           |           |           |           |           |           |
| Rubén Daray               |           |           |           |           |           |           |           |           |           |           |           |           |           |           |
| Ricardo Cavanna           |           |           |           |           |           |           |           |           |           |           |           |           |           |           |
| José Kravetz              |           |           |           |           |           |           |           |           |           |           |           |           |           |           |
| Teto Medina               |           |           |           |           |           |           |           |           |           |           |           |           |           |           |
| Ricardo "Lanchita" Bissio |           |           |           |           |           |           |           |           |           |           |           |           |           |           |
| Osvaldo Principi          |           |           |           |           |           |           |           |           |           |           |           |           |           |           |
| Henry de Ridder           |           |           |           |           |           |           |           |           |           |           |           |           |           |           |
| Daniel Jacubovich         |           |           |           |           |           |           |           |           |           |           |           |           |           |           |
| Gonzalo Bonadeo           |           |           |           |           |           |           |           |           |           |           |           |           |           |           |
| Felipe Mc Gough           |           |           |           |           |           |           |           |           |           |           |           |           |           |           |
| Eduardo Husni             |           |           |           |           |           |           |           |           |           |           |           |           |           |           |
| Hugo Varela               |           |           |           |           |           |           |           |           |           |           |           |           |           |           |
| Lionel Campoy             |           |           |           |           |           |           |           |           |           |           |           |           |           |           |
| Alejandro Coccia          |           |           |           |           |           |           |           |           |           |           |           |           |           |           |
| Diego Gustavo Díaz        |           |           |           |           |           |           |           |           |           |           |           |           |           |           |
| Leo Rosenwasser           |           |           |           |           |           |           |           |           |           |           |           |           |           |           |
| Miguel Ángel Rodríguez    |           |           |           |           |           |           |           |           |           |           |           |           |           |           |
| Toti Ciliberto            |           |           |           |           |           |           |           |           |           |           |           |           |           |           |
| Marcela Feudale           |           |           |           |           |           |           |           |           |           |           |           |           |           |           |
| Pablo Granados            |           |           |           |           |           |           |           |           |           |           |           |           |           |           |
| Ángeles ''Angie'' Arbisu  |           |           |           |           |           |           |           |           |           |           |           |           |           |           |
| Pachu Peña                |           |           |           |           |           |           |           |           |           |           |           |           |           |           |
| José María Listorti       |           |           |           |           |           |           |           |           |           |           |           |           |           |           |
| Diego Pérez               |           |           |           |           |           |           |           |           |           |           |           |           |           |           |
| Mariana Briski            |           |           |           |           |           |           |           |           |           |           |           |           |           |           |
| Sandra Monteagudo         |           |           |           |           |           |           |           |           |           |           |           |           |           |           |
| Lola Peña                 |           |           |           |           |           |           |           |           |           |           |           |           |           |           |
| Freddy Villarreal         |           |           |           |           |           |           |           |           |           |           |           |           |           |           |
| Javier Adarvez            |           |           |           |           |           |           |           |           |           |           |           |           |           |           |
| Miguel del Sel            |           |           |           |           |           |           |           |           |           |           |           |           |           |           |
| Sergio Gonal              |           |           |           |           |           |           |           |           |           |           |           |           |           |           |
| Yayo Guridi               |           |           |           |           |           |           |           |           |           |           |           |           |           |           |
| Gabriel Patricio Almirón  |           |           |           |           |           |           |           |           |           |           |           |           |           |           |
| Carna Crivelli            |           |           |           |           |           |           |           |           |           |           |           |           |           |           |
| Jorge Corona              |           |           |           |           |           |           |           |           |           |           |           |           |           |           |
| Marcelo De Bellis         |           |           |           |           |           |           |           |           |           |           |           |           |           |           |
| Diego Korol               |           |           |           |           |           |           |           |           |           |           |           |           |           |           |
| Larry de Clay             |           |           |           |           |           |           |           |           |           |           |           |           |           |           |
| Bicho Gómez               |           |           |           |           |           |           |           |           |           |           |           |           |           |           |
| El Turco Naim             |           |           |           |           |           |           |           |           |           |           |           |           |           |           |
| Waldo                     |           |           |           |           |           |           |           |           |           |           |           |           |           |           |
| Alacrán                   |           |           |           |           |           |           |           |           |           |           |           |           |           |           |
| Sebastián Almada          |           |           |           |           |           |           |           |           |           |           |           |           |           |           |
| Campi                     |           |           |           |           |           |           |           |           |           |           |           |           |           |           |
| Roberto Peña              |           |           |           |           |           |           |           |           |           |           |           |           |           |           |
| Pichu Straneo             |           |           |           |           |           |           |           |           |           |           |           |           |           |           |
| Daniel Bifulco            |           |           |           |           |           |           |           |           |           |           |           |           |           |           |
| Rodrigo Vagoneta          |           |           |           |           |           |           |           |           |           |           |           |           |           |           |
| Luisito Domínguez         |           |           |           |           |           |           |           |           |           |           |           |           |           |           |

Sin figurar como parte estable del elenco estuvieron, entre otros:
- Marina Vollman (1992-1993)
- Néstor Kot (1992-1994)
- Roberto Peña (1993 y 1997, se uniría al elenco en 1998)
- Yayo Guridi (1993-1994, se uniría al elenco en 1995)
- Vanessa Miller (1993-1995)
- Carlos "Bubu" Tannus y Osvaldo "El Corto" Otoño (1993-1997)
- Juan Santulli (1993-1999)
- Alejandro "Huevo" Müller y "Poroto" (1994)
- Flavio "Hijitus" Gastaldi  (1994-2003)
- Carlos Sturze y Fena Della Maggiora (1995-2001)
- Eduardo Borocotó (1997)
- Valeria Lynch (1997)
- Adrián y Alejandro Korol (1997-2000)
- Nazareno Móttola (1998-2004)
- Leo Rosenwasser (2000 y 2002)
- Walter López (2001-2004)
- Claudio Rico (2004)
- Luciana Salazar (2004)
- Miguel Ángel Rodríguez (2004)

### Sketches
- "Luna y Matilde", dos muchachas fanáticas de Tinelli y de los humoristas del programa
- "Las Modelos"
- "Deportes en el Recuerdo" con Pablo y Pachu
- "El Hombre Helicóptero", "Amílcar Alcanfor", El fisicoculturista "Pipo Carletti" (Todos protagonizados por Toti Ciliberto y Eduardo Husni),
- Las novelas que encabezaban Pablo Granados y Pachu Peña (en especial, "30-60-90 Modelos sin Interés" (parodia a 90-60-90 Modelos), en la cual aparece el humorista Hijitus personificando a Carolo del Bianco),
- "El Enano Gula-Gula". Primer personaje cómico del programa
- "El Opositor" (Carlos Sturze)
- "Los Tangueros" con Pachu, Pablo, Larry de Clay y el Turco Naím
- "Los hermanos Loprete" y "Los Raporteros" con Sturze y Fena
- "Los Gauchos". Con Bubu y el Corto, posteriormente se les uniría Yayo Guridi.
- "Ritmo del Control" parodia de Ritmo de la Noche que se realizaba en el control del estudio, y presentaba musicales de medio costo y como bloopers emitía los desatinos de Tinelli.
- "Los Hermanos Brothers"
- "Leonardo Rivas Taxista"
- "Manuel Sabarrese", un personaje estereotípico español que cuenta chistes de argentinos.
- "Leo Leonor en la Panadería"
- "Figuretti" Freddy Villarreal, interpretando a su personaje Figuretti, intenta perseguir y molestar a una estrella, por lo general en festivales. La mayoría de las veces este sketch se realiza en el exterior.
- "El Celular", "El Ruidoso", "El Cultural", "El Toquetón", "El Franelero" y "Jugo Loco", con José María Listorti
- "Rompé Pepe" con Leo Rosenwasser
- "Aquí Pekerman"
- "Tropimatch" con Sergio Gonal
- "El Show del Chiste"
- "Rolando Fernández el Gran DT"
- "Don Leo"
- "Leo Osso", "Leo Ruso", "Leo Rock", "Leo El Macho", "Leo y los Imitadores"
- "Top Forry" Una parodia de los ránquines musicales de MTV, en donde Yayo y ocasionalmente otros integrantes de Videomatch parodian canciones del momento.
- "Alejandro Saz" (parodia del cantante Alejandro Sanz) Roberto Peña parodia a dicho cantante.
- "Noti Pip" (parodia de un noticiero en el cual los conductores dicen malas palabras que son tapadas por un sonido beep). En 2003 lo conducía Álvaro "Waldo" Navia, mientras que en 2004 lo realizó José María como Néstor Montelongo
- "Forumculo" (parodia del programa "Forum")
- "Notimatch" con Carlos "Bubu" Tanús como un locutor que no sabe cuándo termina una noticia y empieza la otra, Osvaldo "El Corto" Otoño como Kuky de Castro, y Yayo Guridi como Tato Mayorga, un reportero que busca noticias bomba donde no las hay. En Showmatch pasaría a ser "El salpicón de noticias"
- "Televisión Mamerta" (parodia del programa "Televisión Abierta")
- "El Repor Tereso" (parodia del reconocido flash de noticias "El repórter Esso", patrocinado por la mencionada petrolera)
- "Manoseao" (parodia de Manu Chao)
- "Zapping TV" con José María y Diego Pérez
- "Gran Cuñado" (Parodia del reality show Gran Hermano)
- "Los Topus 4" (Parodia del conjunto folklórico Opus Cuatro) con Yayo, Pichu, Almada, Waldo (2003) y el Turco Naím (2004)
- "El payaso Muralito" con Sergio Gonal
- "Los Jaimitos" (parodia de Los Tatitos) con Dani Bifulco, Rodrigo Vagoneta y Roberto Peña.
- "Los Gauchos", con Carlos "Bubu" Tanús y Osvaldo Otoño. Posteriormente se les uniría Yayo Guridi.
- "1, 2, 3, Chau" (parodia de 1, 2, 3, Out)
- "Yosapas en el ring" (parodia de Titanes en el ring)
- "Mediodía con Braulio" (parodia de Mediodía con Mauro)
- "Te parto a las 7" (parodia de Impacto a las 7)
- "Huevo y Poroto"
- "El Sanatero"
- "Realidad 2028"
- "Hijitus Desafinado"
- "Cristian Lastro" (parodia del cantante Cristian Castro)
- "David Abismal" (parodia del cantante David Bisbal
- "Yayo y su Cuarteto Obrero", agrupación de cuarteto cordobés liderada por Yayo Guridi, cuyas canciones invariablemente tenían un verso romántico que era seguido de un estribillo vulgar y sexualmente cargado.
- "Los Chauchaleros" (parodia de Los Chalchaleros)
- "El equipo deprimente" (parodia del Equipo de Primera con Mariano Closs, Fernando Niembro, Enzo Francescoli), con Jürgen Klinsmann, interpretado por Pachu Peña.
- "Helmut Khoin"
- "Cólico TV" (parodia de Crónica TV) con Yayo
- "Día al Pé" (parodia de Día D)
- "Los Trasnochados" (parodia de Los Nocheros)
- "Chatrú" (parodia de Mambrú) con José María Listorti, Rodrigo Vagoneta, Pichu Straneo, Roberto Peña y Sebastián Almada.
- "Porrón frío" (parodia del payaso Piñón Fijo) con Yayo
- "Grandes poesías de pequeños autores" con Pablo y Pachu
- "Telebroche" (parodia de Telenoche)
- "Tonto y Retonto" con Freddy y Pablo
- "Betún Toquetón"
- "MeneMTV Ole" (parodia de MTV y Ole Communications)
- "Alí Babasónicos" (parodia de Babasónicos)
- "Los Vee Jeez" (parodia de Los Bee Gees)
- "Los caminos de la birra" (Parodia de la canción "Los caminos de la vida" de Vicentico con Pichu Straneo)
- "Tornero" (parodia de la canción "Torero" de Chayanne con José María Listorti)
- "Bandancha" (parodia de Bandana)
- "Un sufrimiento" (parodia del institucional de Telefe "Un sentimiento", cantado por Manuel Wirzt)
- "Clave la hora" (parodia de Hora clave)
- "Las Mostazas" (parodia de Las Ketchup)
- "Brindis Pis" (Parodia de Britney Spears)
- "SchotsCenter" (Parodia de SportsCenter)
- "Pablo y Pachu Sanateros"
- "El Insoportable"
- "La Cámara indiscreta"
- "El Espejaime", segmento donde se acercaba un espejo a la cámara, mostrando fragmentos de películas para adultos.
- "Diego Panchero"
- "Freddy Impaciente"
- "Pablo y Pachu Peleadores"
- "Pablo Apuntador"
- "Pablo y Pachu Conocido"
- "Pablo Nervioso"
- "Pablo y Pachu Copión"
- "Pachu Maniquí"
- "Pachu Confundido"
- "Pablo y Pachu Hipnotizadores"
- "Desastre TV" (parodia de Insólito TV)
- "Los Reclutas"
- "Navajo", parodia de cantantes latinos (José María Listorti)
- "Larry de Clay"
- "Sábados con Samantha"/"Fiebre de Sábado Tropical"/"Fiebre Tropical"
- "Ganga Directa" (parodia de los programas "llame ya")
- "Pablo y Pachu Desencontrados"
- "Pachu árabe"
- "Pachu Negativo"
- "Beirut Bergarafat" parodia del grupo argentino Bersuit Vergarabat, derivado del Top Forry, interpretando en diferentes versiones líricas el tema "La Argentinidad al Palo"
- "Chuquititas" (parodia de Chiquititas)
- "Muñeca Rasca" (parodia de Muñeca brava)
- "Peligrosa erección" (parodia de Peligrosa obsesión)
- "Los Disimuladores" (parodia de Los simuladores)
- "Franco Vendeverdura y bofe" (parodia de Franco Buenaventura, el profe)
- "Tinto final" (parodia de Tiempo final)
- "Sangría fría" (parodia de Sangre fría)
- "Padre Carajo" (parodia de Padre Coraje)
- "Huevos vencidos" (parodia de Buenos Vecinos)
- "Fort Truchard" (parodia de Fort Boyard)
- "Recién Tiré" (parodia de Resistiré)
- "Sos Jodida" (parodia de Sos mi vida)
- "Curtiembres argentinas" (parodia de Costumbres argentinas)
- "Subcampeones de la vida" (parodia de Campeones de la vida)
- "Calientes" (parodia de Valientes)
- "Los martillo Roldán" (parodia de Los Roldán)
- "Expedición Jacobson" (parodia de Expedición Robinson)
- "Mínimo riñón" (parodia de Máximo corazón)
- "Sábado Bondi" (parodia de Sábado bus)
- "Yo mamo la TV" (parodia de Yo amo a la TV)
- "Ensartarte" (parodia de EnAmorArte)
- "Son morrones" (parodia de Son amores)
- "Vago, pasión rojinegra" (parodia de Yago, pasión morena)
- "No doy gitano" (parodia de Soy gitano)
- "PNP no luce" (parodia de PNP Deluxe - Perdona nuestros pecados)
- "Probamela" (parodia de Provócame)
- "Los Pelotubbies" (parodia de Los Teletubbies)
- "Intruchos" (parodia de Intrusos)
- "Amor en la Noria" (parodia de Amor en Custodia)
- "Reviejos way" (parodia de Rebelde Way)
- "Zoquete y Media" (parodia de Sorpresa y Media)
- "Betty la fulera" (parodia de Betty la fea)
- "Florsesienta" (parodia de Floricienta)
- "Pasión de Gamulanes" (parodia de Pasión de gavilanes)
- "Los Tack See Boys" (parodia de Backstreet Boys)
- "Errewaich" (parodia de Erreway)
- "Comogiles" (parodia de Comodines)
- "A pleno sábalo" (parodia de A Pleno Sábado)
- "En secreto te montaba" (parodia de Secreto en la montaña)
- "Media Luna Salvaje" (parodia de Luna Salvaje), etc.

### Cámaras sorpresas
- "Debate Abierto" (con el Dr. Borocotó)
- "Vale Valeria" (con Valeria Lynch)
- "La ventana de América" (con Leonardo Greco)
- "Aquí Córdoba"
- "La movida internacional" (con Mateyko)
- "La Gran Venganza" Una persona decide vengarse de otra contratando a Videomatch para hacerle una cámara oculta
- "Propuesta Indecente" (con José María Listorti)
- "Infraganti" (con Luciana Salazar)
- "Atracción Fatal" (con Yayo Guridi)
- "La Peor Clase de tu Vida" Un profesor es invitado a dar una clase a unos supuestos alumnos que tratan mal al profesor. Se destaca del resto el artista circense Nazareno Mottola, quien protagoniza tropezones, caídas y golpes en actividades físicas, que agotan la paciencia de la víctima.
- "El Peor Día de tu Vida", Una serie de sucesos infortunados que acaban haciendo sacar de quicio a la víctima.
- "El Peor Viaje de tu Vida" Un viaje desastroso con momentos muy malos.
- "Los invitados de Videomatch" Un supuesto programa de televisión donde los invitados son justamente, del elenco de Videomatch. Al principio las víctimas eran caballeros, posteriormente se decidió que las víctimas fueran damas. La estructura genérica era la siguiente: La conductora y víctima del supuesto programa presentaba a los chicos de Videomatch. Una vez que se sentaban en el estudio, uno de ellos proponía hacer una ronda de chistes. Todos los chistes eran tranquilos, pero al final Yayo, como el último invitado en contar un chiste, contaba uno absurdo, obsceno y vulgar que descolocaba a la víctima. Luego, Listorti realizaba un baile ridículo, que provocaba la risa de Larry de Clay que terminaba contagiándose al resto de los presentes, por lo que Listorti fingía enojarse. Además, ocasionalmente, el "Maestruli" tocaba una canción en su piano electrónico de agradecimiento que era muy larga, lo que terminaba fastidiando a la víctima. La secuencia continuaba con Yayo comentando la reciente formación de la corriente musical "Cuarteto Obrero", y pidiendo mostrarla en el programa. Las canciones de esta banda comenzaban con una letra sin lenguaje soez o vulgar, pero al cabo del minuto comenzaba a utilizar dicho lenguaje repetidamente. Por lo general, el supuesto programa finalizaba parodiando a la película The Full Monty en la que las personas se tienen que desnudar para sobrevivir. Los chicos de Videomatch, parodiando dicha película, se van sacando la ropa hasta desnudarse.
- "Viva La Fiesta" (con Daniela Cardone)
- "La cámara cómplice",
- "Tardes musicales",
- "Xuxa de América" (con Xuxa)
- "Buenos vecinos"
- "El padre de la novia", El supuesto nuevo novio de la hija de un padre pasa unas horas en su casa hasta hacerlo enfadar. Con la actuación de Pablo Mikozzi como supuesto novio o Jorge González en algunos capítulos.
- "Si lo sabe cante"
- "Sangría Fría" (supuesta serie de terror, con José María Listorti)
- "La Madre del Novio"
- "Cámara Piloto"
- "Fiesta Aniversario" Un humorista es invitado a una supuesta fiesta de aniversario, donde el humorista que es la víctima pasa malos momentos.
- "Luciana Night Sex" (con Luciana Salazar)
- "La Gente se Pregunta" (con Horacio Embón)
- "Los Juegos de la Corona" (con Jorge Martínez)
- "Flavia está de fiesta" (con Flavia Palmiero)
- "Videomatch Sin Marcelo" con José María Listorti
- "La Mesa de Andrea" (con Andrea Frigerio)
- "Cámara Intrusa": Cámaras sorpresa infiltradas en diversos programas reales (con el Bicho Gómez)
- "La Movida de Mateyko" (con Mateyko)
- "El Novio de Mamá" La misma idea que el padre de la novia, pero con la diferencia que la víctima es el hijo de la madre.
- "Bienvenido a la Argentina" La víctima concurre a un zoológico, donde entre otras situaciones, los animales previamente amaestrados molestan y hacen pasar un mal momento a la víctima.
- "Aquí Calafate" (con José María Listorti)
- "Onda Tropical" (con Jorge Rossi)
- "Raíces Gauchas" (con Antonio Tarragó Ros)

Algunas de estas cámaras, "El peor día de tu vida", "El peor viaje de tu vida", "La gran venganza", "Buenos vecinos", "El padre de la novia" y "La peor clase de tu vida", fueron emitidas en el programa El diván de Julián del canal autónomo vasco ETB2 de España. También fueron emitidas en el programa Lo peor de mi vida del canal chileno UCV Televisión.

## Banda sonora
Gratamente recordados son los telones musicales que se escuchaban en el programa: «Ritmo de la noche» (de The Sacados), «Bobby Goma», «Twist and Shout» (de The Beatles), «Vicio» (de Los Ratones Paranoicos), «Pink» (de Aerosmith), es una cuestión de actitud (de Fito Páez) y muchos más.

## Libro
El martes 2 de junio de 2009, Marcelo realizó la presentación del libro oficial de la franquicia bajo el nombre de Videomatch & Showmatch, 20 años de historia. Este libro contiene un resumen de la historia de los dos programas a lo largo de sus 20 años de transmisión desde su inicio con Videomatch, en 1990. 
Además de revelar secretos, esta publicación cuenta con un amplio archivo fotográfico.

## Adaptaciones y versiones

### Televisión
Desde 1998, Videomatch fue un producto de exportación, vendiendo su formato a otros países. 
El primero fue en Chile, bajo el nombre de El Show de Videomatch en Chile, fue emitido por el canal de televisión Canal 13 y su presentador fue el Kike Morandé, además de contar con un elenco de periodistas, humoristas debutantes y modelos; y del acompañamiento musical a cargo del músico Horacio Saavedra y su orquesta y coro. 
Esta versión consistía en las mismas secciones y cámaras indiscretas del programa original; duró una sola temporada debido al bajo índice de audiencia.
En España, también hubo una versión de este programa y con una sola temporada, bajo el nombre de Showmatch (sin confundir con su spin-off), y fue transmitido por el canal Antena 3, además fue conducido por Antonio Hidalgo y contó un elenco de humoristas.

### Radio
El programa realizó dos versiones en radio llamadas Radiomatch y Discomatch, transmitidas por la emisora de radio FM Radio Show 100.7, en donde Marcelo Tinelli trabajaba.

## Regresos temporales y homenajes

### Los regresos del humor al programa
Durante el 2009 y el 2019, con motivo del 20° y 30° aniversario de la franquicia respectivamente, se realizaron las ediciones especiales de humor con los integrantes del elenco de Videomatch. En éstas, volvieron sketches de manera homenaje tales como "Los tangueros", "Tonto y Retonto", "Pachu confundido", "Los Tack See Boys", "Las cámaras ocultas", "Los chistes de Yayo", "El insoportable", "Rompé Pepe", "Los Jaimitos", "Grandes poemas de pequeños autores" y "Navajo", entre muchos otros. En 2021, también se repitieron algunos de los nombrados sketches y se estrenaron otros nuevos en compañía de diversos invitados.
En 2014, también fue invitado especial por algunas semanas el comediante Javier Adárvez para volver a interpretar a un renovado "Osho Arturro" ("El Oso Arturo"), este personaje tuvo muchas modificaciones ya que el nombre original fue registrado a manos del canal que Videomatch fue emitido durante 14 años, Telefe. También se volvió a recrear la cámara indiscreta "El peor vuelo de tu vida" con víctimas tales como el luchador argentino Fabio "La Mole" Moli y la personalidad televisiva Mariano de la Canal; aparte de figuras internacionales de Uruguay, Paraguay, Perú, Chile, Colombia y Ecuador; también se hicieron otras cámaras indiscretas a celebridades y visitas de imitadores de políticos al programa hasta el momento. 
Dentro de la primera temporada aniversario, estuvo incluido el reality show paródico "Gran Cuñado" con dos temporadas, uno con imitadores de políticos y otro con imitadores de celebridades. En 2016, regresó en su versión original al programa; y en 2021, se reinventó con otro formato parodiando al reconocido reality show de cocina, Master Chef, Politichef.

### Homenajes
En 2015, en la fiesta de 25° aniversario del canal Telefe, realizada en el estadio de deportes y música Luna Park, algunos exintegrantes de Videomatch fueron invitados a este programa estelar recordando el programa. En primera instancia, fueron los humoristas Pachu Peña y Pablo Granados, quienes revivieron su ya clásico sketch "Grandes Poemas de Pequeños Autores", también estuvieron José María Listorti y Diego Pérez con su sketch "El Insoportable"; y finalmente, fue el turno de Freddy Villarreal con su recordado e icónico personaje "Figuretti". Además, en el «Popurrí» de las canciones de reconocidas producciones del canal, el cantante Axel interpretó el tema central del programa, «Twist and shout».
Por otra parte, Marcelo Tinelli tuvo una aparición especial en video, y relató sus primeros sentimientos luego de los inicios de éste programa, su paso por el canal y sus felicitaciones por el aniversario. Por su parte, el productor Gustavo Yankelevich, explicó cómo eligió a Marcelo para conducir Videomatch. 
En la emotiva edición 2019 de los Premios Martín Fierro, el recordado humorista Toti Ciliberto interpretó a su personaje basado en este premio en las horas previas a la ceremonia.
Dos años después, con motivo de la Copa América de Fútbol, Pachu y Pablo interpretaron a sus otros personajes, los comentaristas del sketch "Deportes en el Recuerdo" para una transmisión en vivo para la red social Kwai.
En 2022, el propio José María Listorti también rindió su propio homenaje a Videomatch; esta vez, como sorpresa a Marcelo en el último programa de televisión en donde animó y produjo en El Trece, Canta conmigo ahora. Allí interpretó a su recordado e icónico personaje "Navajo". También tuvo una aparición especial sorpresa allí Sebastián Almada, con su personaje "El Maestrulli".
En ocasiones esporádicas, ya sea en televisión o en persona, suelen haber reuniones de excompañeros de elenco. 

## Premios y nominaciones

### Premios Martin Fierro
| Año  | Categoría                           | Reconocido                          | Resultado |
| ---- | ----------------------------------- | ----------------------------------- | --------- |
| 1991 | Deportivo                           | Videomatch                          | Nominado  |
| 1992 | Entretenimiento                     | Videomatch                          | Nominado  |
| 1993 | Entretenimiento                     | Videomatch                          | Ganador   |
| 1994 | Entretenimiento                     | Videomatch                          | Ganador   |
| 1995 | Entretenimiento                     | Videomatch                          | Nominado  |
| 1996 | Música y variedades                 | Videomatch                          | Ganador   |
| 1997 | Programa humorístico                | Videomatch                          | Ganador   |
| 1997 | Revelación                          | Toti Ciliberto                      | Ganador   |
| 1997 | Actriz cómica                       | Andrea Frigerio                     | Nominada  |
| 1998 | Oro                                 | Marcelo Tinelli/Videomatch          | Ganador   |
| 1998 | Labor Cómica                        | Miguel Ángel Rodríguez              | Ganador   |
| 1998 | Labor Cómica                        | Carlos Sturze y Fena Della Maggiora | Nominados |
| 1998 | Programa humorístico                | Videomatch                          | Ganador   |
| 1998 | Producción integral                 | Videomatch                          | Ganador   |
| 1998 | Mejor labor en conducción masculina | Marcelo Tinelli                     | Ganador   |
| 1999 | Mejor labor en conducción masculina | Marcelo Tinelli                     | Ganador   |
| 1999 | Labor Cómica                        | Miguel Ángel Rodríguez              | Ganador   |
| 1999 | Labor Cómica                        | Carlos Sturze y Fena Della Maggiora | Nominados |
| 1999 | Programa humorístico                | Videomatch                          | Ganador   |
| 1999 | Producción integral                 | Videomatch                          | Ganador   |
| 1999 | Mejor director                      | Alejandro Stoessel                  | Nominado  |
| 2000 | Programa humorístico                | Videomatch                          | Ganador   |
| 2000 | Mejor director                      | Alejandro Stoessel                  | Nominado  |
| 2000 | Revelación                          | Álvaro Navia, "Waldo"               | Nominado  |
| 2000 | Revelación                          | Raúl Biaggioni, "Larry de Clay"     | Nominado  |
| 2000 | Mejor labor en conducción masculina | Marcelo Tinelli                     | Nominado  |
| 2001 | Mejor labor en conducción masculina | Marcelo Tinelli                     | Ganador   |
| 2001 | Programa humorístico                | Videomatch                          | Nominado  |
| 2002 | Mejor labor en conducción masculina | Marcelo Tinelli                     | Nominado  |
| 2002 | Programa humorístico                | Videomatch                          | Nominado  |
| 2002 | Mejor poducción integral            | Videomatch                          | Ganador   |
| 2002 | Revelación                          | Freddy Villarreal                   | Ganador   |
| 2003 | Mejor labor en conducción masculina | Marcelo Tinelli                     | Nominado  |
| 2003 | Programa humorístico                | Videomatch                          | Nominado  |
| 2003 | Producción integral                 | Videomatch                          | Nominado  |
| 2004 | Mejor labor en conducción masculina | Marcelo Tinelli                     | Nominado  |
| 2004 | Programa humorístico                | Videomatch                          | Nominado  |
| 2004 | Revelación                          | Eduardo Calvo                       | Nominado  |
| 2005 | Mejor labor en conducción masculina | Marcelo Tinelli                     | Nominado  |
| 2011 | Platino                             | Marcelo Tinelli/Videomatch          | Ganador   |

## Ficha técnica
- Conducción y producción General: Marcelo Tinelli
- Iluminación: Eduardo Cória - Emilio Vergara - Alberto Farcy
- Escenografía: Silvana Giustozzi - Julio Bangueses - Roberto Domínguez
- Sonido y musicalización: Manuel Mora - Federico Ruíz - Roberto Ortega - Luis María Rama
- Coordinación de producción: Darío Naftulewicz - Nino Martin - Gastón E. Martínez - Néstor F. Kot
- Asistente de dirección: Carlos Prina
- Producción ejecutiva: Claudio Villarruel – Carlos Tannus - Dicky Ríos - Daniel Jacubovich
- Dirección: Norberto B. Garrido - Alejandro Stoessel – Marcelo Ferrero - Mario Marenco